# Dungal de Bobbio
Dungal de Bobbio (em latim: Dungalus; fl. 811–828) foi um monge, professor, astrônomo e poeta irlandês. É possível ainda ainda que ele seja a mesma pessoa que o chamado "Hibernicus exul".

## Biografia
Dungal nasceu na Hibérnia (moderna Irlanda) em algum momento no final do século VIII. O local exato não se sabe, mas é possível que ele tenha estudado numa escola em Bangor. Em algum ponto perto de 800, Dungal saiu da Irlanda. Em 811, já estava vivendo no mosteiro em Saint-Denis, perto de Paris. Uma carta de Alcuíno parece identificá-lo como bispo.
Ele mudou-se depois para Pavia e finalmente para Bobbio.
Dungal escreveu um poema sobre a sabedoria e as sete artes liberais. Em 823, foi mencionado num capitulário de Lotário I. Dois anos depois, foi nomeado, por decreto imperial, mestre da escola em Pavia. Em 827 ou 828, defendeu a veneração de imagens contra o bispo de Turim, Cláudio e escreveu, a pedido de Luís, o Piedoso, uma obra refutando seus argumentos.
Morreu em data desconhecida depois disto, provavelmente no Mosteiro de Bobbio. Ele deixou para a abadia sua valiosa biblioteca, com 27 volumes, entre os quais é possível que estivesse o "Antifonário de Bangor".

## Eclipses solares
Numa carta endereçada a Carlos Magno, Dungal respondeu a uma questão do imperador sobre o motivo da ocorrência de um eclipse solar em 810 baseando-se nos ensinamentos de Macróbio, Plínio e outros autores antigos. Esta carta demonstra "um conhecimento de astronomia muito além das ideias de seu tempo".

### Obras de Dungal em latim
- Migne (ed.). Patrologia Latina 🔗 (PDF). Carmina (em latim). 105:052-0532D. [S.l.: s.n.]
- Migne (ed.). Patrologia Latina 🔗 (PDF). Epistola de duplici Solis Eclipsi Anno 810 (em latim). vol. 105:0447-0458C. [S.l.: s.n.]
- Migne (ed.). Patrologia Latina 🔗 (PDF). Responsa contra perversas Claudii Tauronensis Episcopi sententias (em latim). 105:0465-0530A. [S.l.: s.n.]